# 世界放送連合
世界放送連合（せかいほうそうれんごう、英: World Broadcasting Unions、略称：WBU）は、各大陸の放送局連合をまとめる国際的な放送団体連合組織。

## 概要
1992年に国際間の放送関連行政を調整する目的で創設された。本部はカナダのトロントに置かれており、同じくトロントに本部を置く北米放送連盟（North American Broadcasters Association、NABA）が事務局機能を担当している。

## 加盟団体
以下の7つの大陸を代表する各地域の放送連合団体が加盟している。
- アジア太平洋放送連合（Asia-Pacific Broadcasting Union、ABU）
- アラブ諸国放送連合（Arab States Broadcasting Union、ASBU）
- アフリカ放送連合（African Union of Broadcasting、AUB/UAR）
- カリブ放送連合（Caribbean Broadcasting Union、CBU）
- 欧州放送連合（European Broadcasting Union、EBU/UER）
- 国際放送連盟（International Association of Broadcasting、IAB/AIR）
- 北米放送連盟（North American Broadcasters Association、NABA）[2][3]